# Barra de Tecoanapa
Barra de Tecoanapa es una localidad del estado mexicano de Guerrero. Es parte del municipio de Marquelia.

## Toponimia
El nombre «Tecoanapa» proviene de los términos en náhuatl: tecuani, animal feroz; apan, río. Su significado es «río de las fieras».

## Demografía
| Gráfica de evolución demográfica |
|                                  |

| Censo | Población |
| ----- | --------- |
| 1900  | 265       |
| 1910  | 313       |
| 1921  | 215       |
| 1930  | —         |
| 1940  | 212       |
| 1950  | 271       |
| 1960  | 210       |
| 1970  | 313       |
| 1980  | 688       |
| 1990  | 1 003     |
| 2000  | 1 024     |
| 2010  | 1 162     |
| 2020  | 1 195     |